# Flavio Teodosio
Flavio Teodosio (latino: Flavius Theodosius; III secolo – Cartagine, 376) è stato un generale romano, che raggiunse il rango di Comes Britanniarum e che per questo è anche noto come Conte Teodosio.
In quanto padre dell'imperatore Teodosio I, è considerato il capostipite della casata di Teodosio; per distinguerlo dal figlio, gli storici lo chiamano talvolta Teodosio il Vecchio o Teodosio Seniore.

## Biografia
Figlio di Onorio, sposò Termanzia, da cui ebbe almeno due figli, Onorio e il futuro imperatore Teodosio I. La famiglia di Teodosio era cristiana, ricca e influente, appartenente all'aristocrazia locale.

### Magister equitum
Nel 368 Teodosio fu mandato in Britannia dall'imperatore Valentiniano I con nuove truppe e col compito di porre fine alla cosiddetta Grande cospirazione, cioè all'invasione della provincia da parte dei barbari. Si recò a Bononia (moderna Boulogne-sur-Mer), dove si imbarcò per la Britannia, sbarcando a Rutupiae. Raggiunto da truppe veterane (le legioni dei Batavi, degli Heruli, degli Iovii, e dei Victores), mosse su Londra; divise l'esercito di più parti, che attaccarono i nemici, resi impacciati dal carico di prede che portavano, sbaragliandoli. Dopo aver restituito il bottino a coloro cui era stato sottratto, Teodosio entrò a Londra; posto qui il suo quartier generale, decise di affrontare con prudenza il nemico, e promise clemenza ai soldati disertori che fossero tornati nei ranghi, oltre a consolidare l'amministrazione richiamando dal continente amministratori civili e militari molto capaci.
Il passo successivo fu quello di ricostruire le città britanniche e delle fortezze militari danneggiate dalla rivolta; sciolse il corpo degli Arcani o Areani, colluso col nemico, e ricostituì l'amministrazione della provincia, che prese il nome di Valentia. Dovette anche spegnere sul nascere la ribellione di Valentino, cognato del vicario Massimino, che era stato esiliato in Britannia; non appena Valentino fu pronto a scatenare l'insurrezione, Teodosio lo fece arrestare e lo consegnò al proprio generale Dulcizio con l'ordine di metterlo a morte, ordinando al contempo di non effettuare ulteriori indagini per scoprire altre collusioni, allo scopo di evitare lo scoppio di una sommossa.

### Magister equitum praesentalis
Nel 369, terminato il suo compito in Britannia, fu richiamato in patria, dove successe a Giovino nella carica di magister equitum praesentalis alla corte dell'imperatore Valentiniano I. L'imperatore convinse i Burgundi ad attaccare gli Alemanni, i quali si ritirarono; Teodosio attaccò attraverso la Rezia gli Alemanni rifugiati, uccidendone molti e mandando in Italia come tributari i prigionieri (370).
Successivamente Teodosio partecipò in qualità di comandante della cavalleria a un'altra spedizione di Valentiniano contro gli Alemanni. Nel 371 ottenne una vittoria sugli Alemanni, l'anno successivo una sui Sarmati.
Nel suo ruolo di magister, Teodosio non mancò di ubbidire anche agli ordini più crudeli di Valentiniano, noto per la sua efferatezza: mentre perorava presso l'imperatore la causa di Africano, che voleva cambiare provincia da amministrare, Valentiniano gli ordinò di cambiare «la testa a chi desidera che gli sia cambiata la provincia», e Teodosio mise a morte Africano.

### Campagna d'Africa e caduta
Nel 373 Teodosio fu nominato comandante della spedizione mandata contro la rivolta di Firmo in Mauretania, il quale si era ribellato a causa delle vessazioni subite dal governatore romano della provincia, il comes Africae Romano. Teodosio impiegò due anni per sedare definitivamente la rivolta, e in questo periodo si scontrò con Romano, rivelandone le malefatte.
Gli eventi successivi non sono chiari, ma dopo la sua vittoria sul ribelle e dopo la morte di Valentiniano I (novembre 375), Teodosio fu arrestato, portato a Cartagine e giustiziato nella prima parte del 376, non prima di essersi battezzato.
Dopo un periodo di isolamento in Galizia, suo figlio Teodosio tornò alle luci della ribalta quando il 19 gennaio 379 fu chiamato dall'imperatore Graziano al governo dell'Impero, come collega ed Augusto d'Oriente, a seguito della morte dell'imperatore orientale Valente nella battaglia di Adrianopoli. L'ascesa al trono del giovane Teodosio fece sì che la memoria di suo padre fosse riabilitata: nel 383 il praefectus urbi di Roma, Quinto Aurelio Simmaco, scriveva a Teodosio e Graziano due relazioni in cui annunciava la consacrazione di Teodosio e l'erezione di una statua equestre in suo onore; iscrizioni postume a Teodosio sono state trovate a Roma, a Canosa, a Efeso, ad Antiochia e a Stobi.